# Rondo (televisieprogramma)
Rondo is een praatprogramma op de Nederlandse zender Ziggo Sport. In het programma worden de laatste ontwikkelingen, wedstrijden en resultaten in het (inter)nationale voetbal besproken. Het programma werd aanvankelijk op zondagavond uitgezonden, maar sinds 2022 op maandagavond om 20.30 uur. 
Jack van Gelder was de eerste presentator van het programma, nadat hij eerder jarenlang NOS Studio Voetbal had gepresenteerd op NPO 1. In Rondo ontvangt de presentator vier gasten uit de voetbalwereld, waaronder de vaste analisten van Ziggo. Op 21 februari 2021 werd bekend dat Van Gelder zou vertrekken bij de zender en dat Wytse van der Goot hem zou opvolgen als presentator van Rondo. Eerder had Bas van Veenendaal al enkele afleveringen op zich genomen als invaller voor Van Gelder.

## Samenstelling

### Presentatoren
- Jack van Gelder (2015–2021)
- Wytse van der Goot (2021–heden)
- Bas van Veenendaal (invaller, 2015–2024)
- Hélène Hendriks (invaller, 2024–heden)

### Gasten
Iedere aflevering schuiven er vier wisselende gasten aan die het afgelopen voetbalweekend bespreken. Enkele van hen zijn in dienst van Ziggo Sport, andere zijn nog altijd werkzaam in de voetbalwereld of actief als freelancer.
Terugkerende analytici (waren) onder andere:
- Dick Advocaat
- Marco van Basten
- Khalid Boulahrouz
- Henk ten Cate
- Ruud Gullit
- Jan van Halst
- Wim Kieft
- Dirk Kuijt
- Aad de Mos
- Youri Mulder
- Alex Pastoor
- Wesley Sneijder
- Henk Spaan
- Rafael van der Vaart
- Sierd de Vos
- Ronald Waterreus
- Mark van Bommel
- Theo Janssen

## Specials

### Ronda
Op zaterdag 8 maart 2025 werd er een eenmalige special van Rondo uitgezonden als Ronda. De aflevering stond in het teken van de ontwikkelingen en achtergronden in de vrouwensport. Het programma werd gepresenteerd door Kim Lammers met co-host Tessa Veldhuis, terwijl Esther Vergeer, Suzanne Huurman, Leonne Stentler en Fatima Moreira de Melo aanschoven als tafelgasten.